# Lidl-Trek (Frauenradsport)
Lidl-Trek ist ein US-amerikanisches Radsportteam im Frauenradrennsport.

## Organisation und Geschichte
Das Team wurde parallel zur bereits bestehenden Struktur der Trek-Segafredo-Mannschaft im Männerradsport gegründet. Die von Manager Luca Guercilena geleiteten Teams nutzen als Trek Factory Racing dieselbe Infrastruktur. Sportliche Leiterinnen der zur Saison 2019 als UCI Women’s Team registrierten Einheit um Ellen van Dijk und Lizzie Deignan wurden Ina-Yoko Teutenberg und Giorgia Bronzini. Nach der ersten Saison erhielt Trek-Segafredo eine Lizenz als UCI Women’s WorldTeam.
Im Januar 2021 gab das Teammanagement bekannt, dass das Team im Vorgriff auf eine erst ab 2023 in Kraft tretende Lizenzierungsregel der Union Cycliste Internationale bereits ab 2021 die für die Männermannschaft geltenden Regeln über das Mindestgehalt auch für die Sportlerinnen des Frauenteams angewendet werden.
Ende Mai 2023 gab das Team bekannt, dass es eine neue Partnerschaft mit dem international tätigen Lebensmitteleinzelhändler Lidl geschlossen habe. Lidl ersetzt dabei den bisherigen Partner Segafredo Zanetti und wird neben dem Markenauftritt auf den Trikots auch neuer Hauptsponsor des Team-Namens. Den ersten Auftritt unter dem neuen Namen hatte das Team beim Giro d’Italia Donne 2023.

## Platzierungen in den UCI-Ranglisten
| UCI World Tour | UCI World Tour | UCI World Tour              | UCI World Tour |
| Jahr           | Teamwertung    | Einzelwertung               |                |
| -------------- | -------------- | --------------------------- | -------------- |
| 2019           | 3.             | Elisa Longo Borghini (13. ) |                |
| 2020           | 1.             | Lizzie Deignan (1. )        |                |
| 2021           | 2.             | Elisa Longo Borghini (3. )  |                |
| 2022           | 2.             | Elisa Longo Borghini (2. )  |                |
| 2023           | 3.             | Elisa Longo Borghini (7. )  |                |
| 2024           | 2.             | Elisa Longo Borghini (3. )  |                |
|                |                |                             |                |
| Quelle: UCI    |                |                             |                |

| UCI Ranking | UCI Ranking | UCI Ranking                 | UCI Ranking |
| Jahr        | Teamwertung | Einzelwertung               |             |
| ----------- | ----------- | --------------------------- | ----------- |
| 2019        | 5.          | Elisa Longo Borghini (14. ) |             |
| 2020        | 1.          | Elisa Longo Borghini (2. )  |             |
| 2021        | 2.          | Elisa Longo Borghini (2. )  |             |
| 2022        | 2.          | Elisa Longo Borghini (3. )  |             |
| 2023        | 2.          | Gaia Realini (13. )         |             |
| 2024        | 2.          | Elisa Longo Borghini (3. )  |             |
|             |             |                             |             |
| Quelle: UCI |             |                             |             |

## Mannschaft 2025
| Teamkader 2025            | Teamkader 2025     | Teamkader 2025         | Teamkader 2025                       |
| Name                      | Geburtsdatum       | Land                   | Vorheriges Team                      |
| ------------------------- | ------------------ | ---------------------- | ------------------------------------ |
| Elisa Balsamo             | 27. Februar 1998   | Italien                | Valcar-Travel & Service (2021)       |
| Lucinda Brand             | 2. Juli 1989       | Niederlande            | Sunweb (2019)                        |
| Clara Copponi             | 12. Januar 1999    | Frankreich             | FDJ-Suez (2023)                      |
| Lizzie Deignan            | 18. Dezember 1988  | Vereinigtes Königreich | Boels Dolmans (2018)                 |
| Niamh Fisher-Black        | 12. August 2000    | Neuseeland             | SD Worx-Protime (2024)               |
| Lauretta Hanson           | 29. Oktober 1994   | Australien             | UnitedHealthcare Women's Team (2018) |
| Anna Henderson            | 14. November 1998  | Vereinigtes Königreich | Team Visma \| Lease a Bike (2024)    |
| Ava Holmgren              | 22. Mai 2005       | Kanada                 | Stimulus Orbea Racing Team (2023)    |
| Isabella Holmgren         | 22. Mai 2005       | Kanada                 | Stimulus Orbea Racing Team (2023)    |
| Riejanne Markus           | 1. September 1994  | Niederlande            | Team Visma \| Lease a Bike (2024)    |
| Fleur Moors               | 11. Oktober 2005   | Belgien                | Baloise Trek Lions (2023)            |
| Emma Norsgaard Bjerg      | 26. Juli 1999      | Königreich Dänemark    | Movistar Team (2024)                 |
| Gaia Realini              | 19. Juni 2001      | Italien                | Isolmant-Premac-Vittoria (2022)      |
| Ilaria Sanguineti         | 15. April 1994     | Italien                | Valcar-Travel & Service (2022)       |
| Isabel Sharp              | 29. Juni 2005      | Vereinigtes Königreich |                                      |
| Amanda Spratt             | 17. September 1987 | Australien             | Team BikeExchange-Jayco (2022)       |
| Shirin van Anrooij        | 5. Februar 2002    | Niederlande            |                                      |
| Ellen van Dijk            | 11. Februar 1987   | Niederlande            | Sunweb (2018)                        |
| Felicity Wilson-Haffenden | 16. Juli 2005      | Australien             | Team BridgeLane (2023)               |
|                           |                    |                        |                                      |
| Quelle: ProCyclingStats   |                    |                        |                                      |